# 艾斯蘭·哈馬德
艾斯蘭·哈馬德（Eslam Hamad，1992年10月7日—）是一名埃及現代五項運動員。他曾獲得非洲現代五項錦標賽男子個人冠軍。

## 外部連結
- UIPM